# Zakarias Rehnberg (1634–1688)
Zakarias Rehnberg (tidigare Rehnhorn), född 24 april 1634 i Skellefteå församling, död 18 januari 1688 i Stockholm, var en svensk hovintendent.

## Biografi
Rehnberg föddes 1634 i Skellefteå församling. Han var son till Johan Rehn. Rehnberg arbetade som lakej och blev sedan munskänk hos kung Karl X Gustaf. Han blev 1660 kammartjänare hos kung Carl XI. Den 5 mars 1673 blev han hovintendent. Rehnberg adlades 8 mars 1673 under namnet Rehnberg och introducerades 1675 som nummer 839. Han avled 1688 i Stockholm och begravdes i Svanshals kyrka där hans vapen sattes upp.
Rehnberg ägde gårdarna Renstad (tidigare Kälkestad) i Svanshals socken och Västberga i Brännkyrka socken.

### Familj
Zakarias Rehnberg var gift med Margareta von Beijer (1648–1732). Hon var dotter till överpostdirektören Johan von Beijer och Margareta Weiler. Margareta von Beijer var änka efter underlagmannen Olof Stiernhöök. Rehnberg och von Beijer fick tillsammans barnen Hedvig Charlotta Rehnberg (1682–1751) som var gift med landshövdingen Georg Wilhelm Fleetwood, Eleonora Maria Rehnberg (född 1683), kaptenen Carl Gustaf Rehnberg (1684–1708), majoren Zakarias Rehnberg (1685–1756), Ulrika Eleonora Rehnberg (1686–1708) och Ulrika Sofia Rehnberg (född 1687). Efter Rehnbergs död gifte Margareta von Beijer sig med landshövdingen Mårten Lindhielm.